# Fläckig bitterskivling
Fläckig bitterskivling (Gymnopilus penetrans) är en svampart som först beskrevs av Elias Fries, och fick sitt nu gällande namn av William Alphonso Murrill 1912. Enligt Catalogue of Life ingår Fläckig bitterskivling i släktet Gymnopilus,  och familjen Strophariaceae, men enligt Dyntaxa är tillhörigheten istället släktet Gymnopilus,  och familjen Chromocyphellaceae. Arten är reproducerande i Sverige. Inga underarter finns listade i Catalogue of Life.

## Bildgalleri

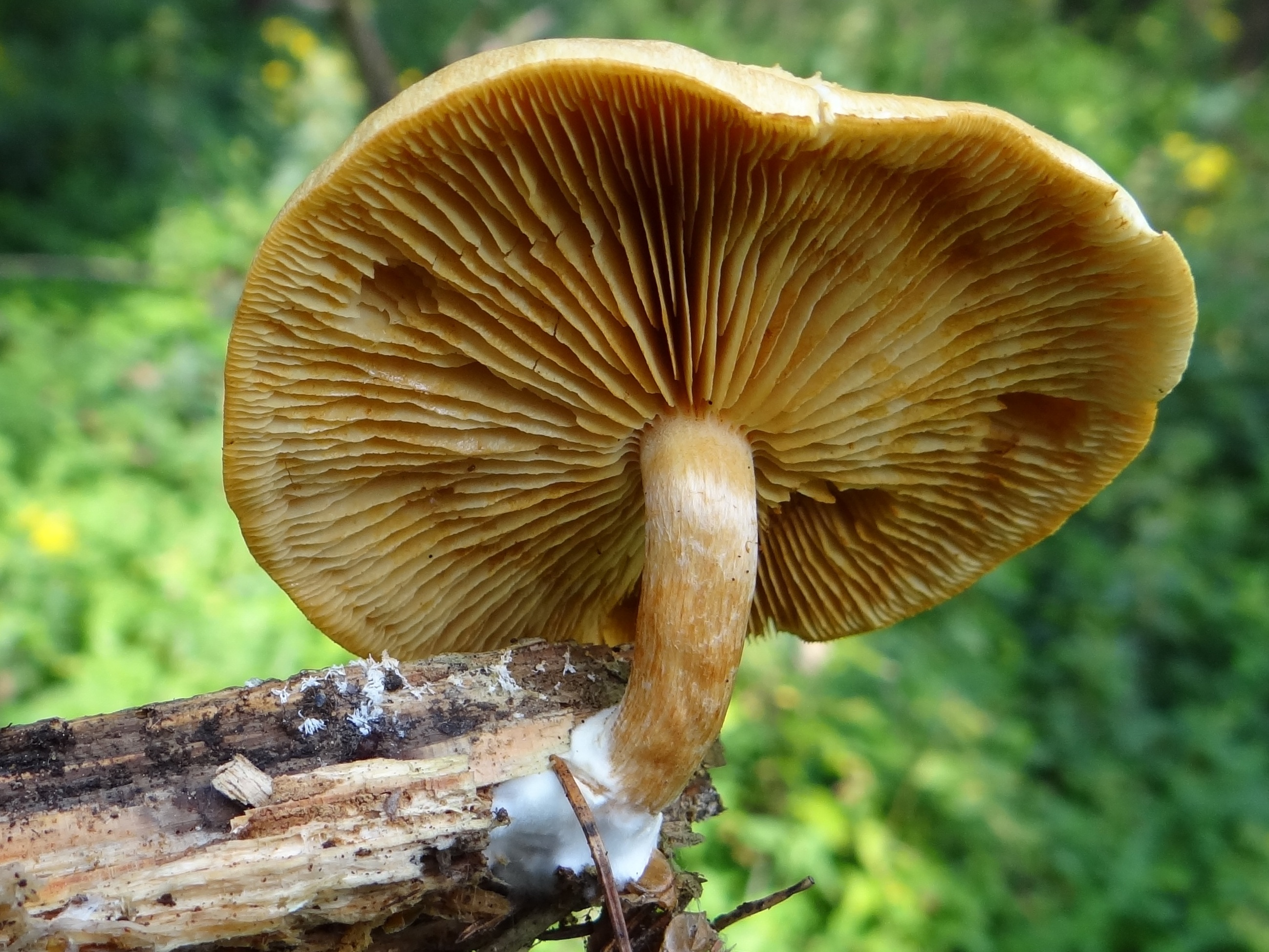
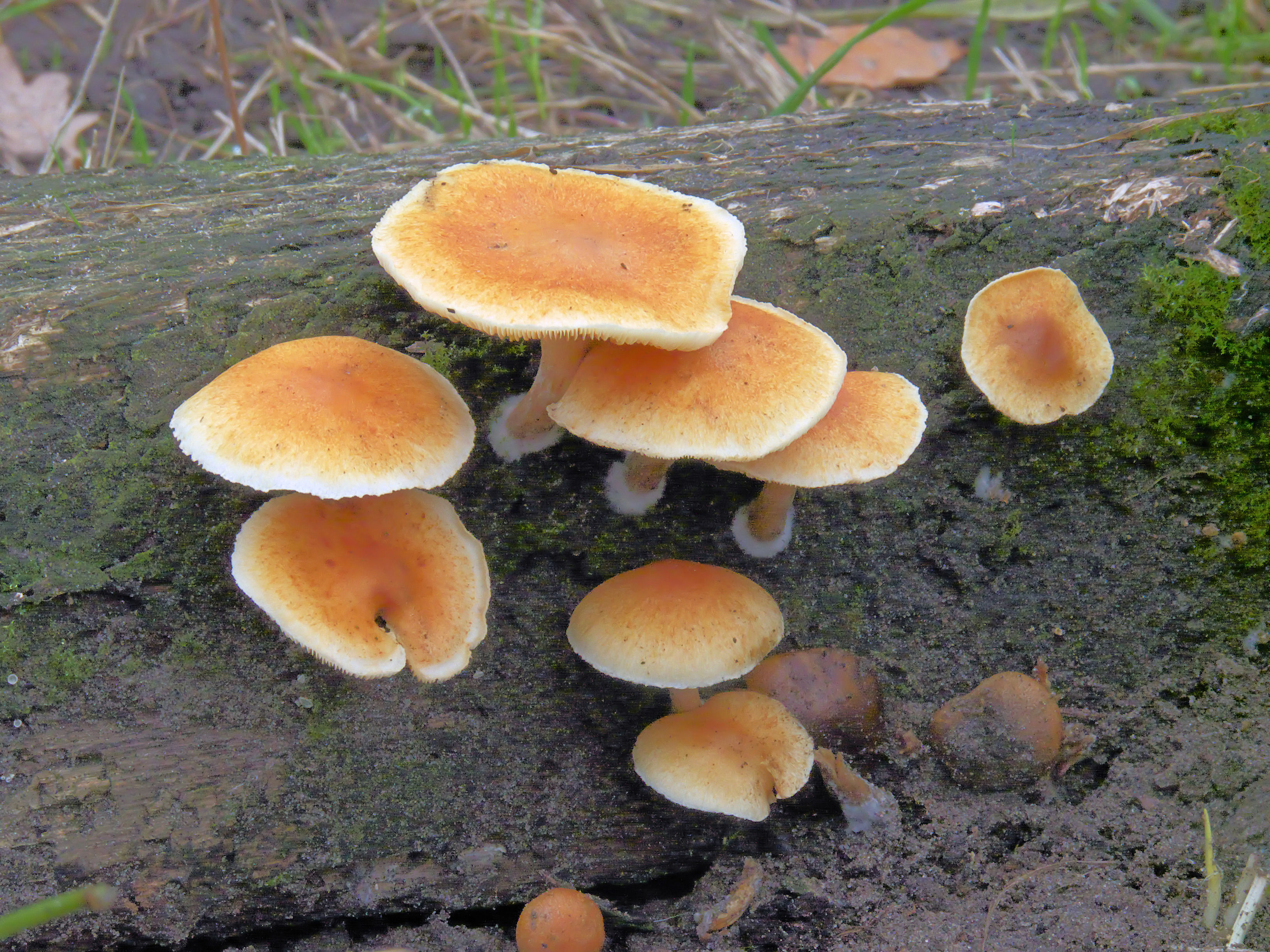